# 圣于连 (汝拉省)
圣于连（法語：Saint-Julien，法語發音：[sɛ̃ ʒyljɛ̃] ⓘ）是法国汝拉省的一个旧市镇，属于隆斯勒索涅区。2017年，圣于连与临近的3个市镇合并为新市镇瓦勒叙朗，圣于连为新市镇行政中心。 

## 地名
法语人名“Julien”在日常人名译名以及《世界人名翻譯大辭典》、《法语姓名译名手册》等主流人名译名类书籍资料中译作“朱利安”，不过在《世界地名翻译大辞典》、《世界地名译名词典》和《法国地图册》等主流地名译名类书籍资料中译作“于连”。

## 地理
圣于连（46°23'40"N, 5°27'12"E）面积12.28 平方千米，位于法国勃艮第-弗朗什-孔泰大區汝拉省，该省份为法国东部内陆省份，北起上索恩省，西北接科多尔省，西临索恩-卢瓦尔省，南至安省，东与杜省和瑞士接壤。
与圣于连接壤的市镇（或旧市镇、城区）包括：卢韦讷、昂德洛-莫尔瓦勒、兰村、蒙塔尼亚-勒唐普利耶、蒙特勒韦、维勒尚特里亚。
圣于连的时区为UTC+01:00、UTC+02:00（夏令时）。

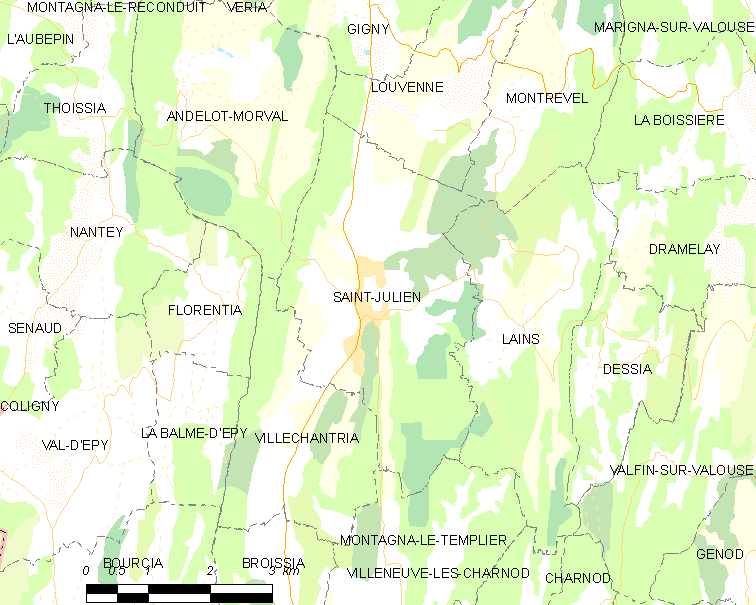
圣于连的OSM定位图

## 行政
圣于连的邮政编码为39320，INSEE市镇编码为39485。

## 政治
圣于连所属的省级选区为圣阿穆尔县。

## 人口

1962-2008年间圣于连人口变化图示

圣于连于2018年1月1日时的人口数量为431人。